# Piotr Reiss
Piotr Reiss (* 20. Juni 1972 in Posen) ist ein ehemaliger polnischer Fußballspieler.

## Vereinskarriere
Piotr Reiss begann seine Fußballerkarriere in seiner Heimatstadt bei Lech Posen. Allerdings konnte er sich in seiner ersten Profisaison (1990/91) nicht durchsetzen und wurde an den unterklassigen Verein Kotwica Kórnik ausgeliehen. Über den Umweg zweite Liga (Amica Wronki) kehrte er 1994 wieder zu Lech Posen zurück und wurde auf Anhieb zur festen Größe und Stammspieler. 1998 wagte er den Schritt ins Ausland und wechselte nach Deutschland zu Hertha BSC. Hier konnte er zwar gleich in seinem Debüt in der Fußball-Bundesliga ein Tor für die Hertha schießen, dabei blieb es allerdings dann auch. Zur nächsten Saison wurde er dann an den MSV Duisburg ausgeliehen. Hier konnte er sich einigermaßen behaupten (22 Spiele/5 Tore) und kehrte zu Hertha BSC zurück. Hier enttäuschte er erneut und wechselte in die zweite Bundesliga zur SpVgg Greuther Fürth. Hier erging es ihm nicht besser. 2002 kehrte er nach Polen zu Lech Posen zurück und avancierte hier in den nächsten Jahren zur absoluten Ikone des Vereins. 2004 konnte er sich mit Lech Posen sowohl den Polnischen Pokal wie auch den Polnischen Supercup sichern. In der Saison 2006/07 wurde er mit 15 Toren sogar Torschützenkönig in der Ekstraklasa.
Am 2. Februar 2009 ist Reiss unter Korruptionsverdacht festgenommen worden. Zusammen mit einem ehemaligen Vorstandsmitglied des polnischen Erstligisten Lech Posen ist der Spieler in die Staatsanwaltschaft in Wrocław gebracht worden. Nach Angaben des Fernsehsenders TVN24 wurde bekannt, dass Reiss in die Manipulationen von Spielen in der Saison 2003/04 verwickelt sei. Einen Tag später gab er die Beschuldigungen zu und wurde von seinem Verein Lech Posen unbefristet suspendiert. Im Juli 2009 wechselte Piotr Reiss zum polnischen Zweitligisten Warta Posen. Ende August 2012 kehrte er zu Lech Posen zurück und unterschrieb einen Vertrag bis Ende Dezember 2012. Danach wird er dem Verein in einer anderen Funktion weiterhin zur Verfügung stehen. Im Dezember 2012 wurde jedoch sein Vertrag als Spieler bis zum Saisonende 2012/13 verlängert. Ende Mai 2013 gab er dann sein Karriereende zum Ende der Saison 2012/13 bekannt.

## Nationalmannschaft
In der Polnischen Nationalmannschaft debütierte Piotr Reiss am 10. November 1998 beim Freundschaftsspiel gegen die Slowakei (3:1-Sieg für Polen). Insgesamt bestritt er vier Länderspiele und schoss dabei ein Tor (beim 3:1 gegen die Slowakei). Sein letztes Länderspiel bestritt er am 29. März 2000 beim Freundschaftsspiel gegen Ungarn (0:0).

## Erfolge
- Polnischer Pokalsieger (2004 und 2009)
- Polnischer Supercupsieger (2004)
- Torschützenkönig der Polnischen Liga (2007)